# 反性主义
反性主义是反對性生活，以无性生活为人生信条，并坚守到底的人生态度。反性主義者認為人类对性的依赖，即是性对人的伤害。在性欲荷尔蒙的作用下，人类经常会做出愚蠢的决定。他們認為历史上许许多多的，因为性欲而发生的，小到个人尊严的伤害，大到国家战争乃至亡国、民族灭亡的示例举不胜举。人类认知到性对于人类的巨大危害，开始反省而衍生的反性主义应运而生。
反性主义分为二类：
- 保留精神恋爱而摒弃肉体关系。
- 毫无保留的彻底摒除在精神和肉体上的戀愛和性关系。